# منزلحة

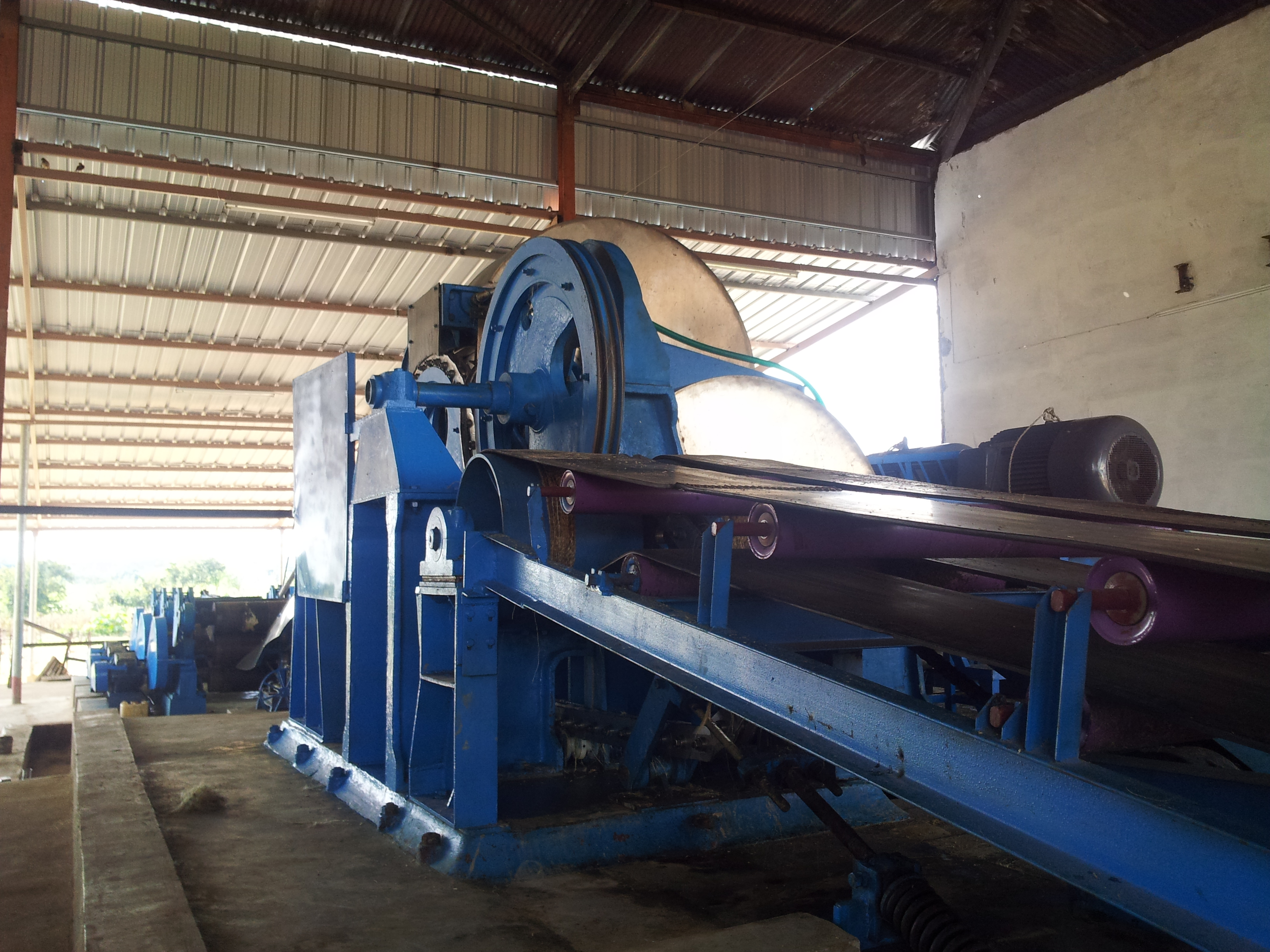
منزلحة مؤتمتة بالكامل

المُنَزْلِحة (نحت من: نزع اللحاء) هي آلة لتجريد الجلد أو اللحاء أو قشر المكسرات والخش، وسيقان النباتات والحبوب وما إلى ذلك لتهيئتها لمزيد من المعالجة.